# Cameron Russell
Pour les articles homonymes, voir Russell.
Cameron Russell, née le 14 juin 1987 à Cambridge (Massachusetts) est un mannequin américain.

## Biographie
Cameron Russell grandit à Cambridge (Massachusetts)[source insuffisante].
Elle étudie l'économie et les sciences économiques à l'Université Columbia, elle reçoit sa licence en 2013[source insuffisante].
Elle signe avec l'agence Ford Model Management en 2003 et, en 2011, avec l'agence Elite Model Management[source insuffisante].